# Buzád János
Buzád János († 1294) Domonkos-rendi szerzetes (OP.), magyar katolikus főpap.

## Élete
Hahót-Buzád Csák bán és tárnokmester testvére. A Magyar Archontológiában 1248-ban választott, Pius Bonifac Gams Series episcoporum Ecclesiae Catholicae quotquot innotuerunt a Beato Petro apostolo című munkájában 1248 novembere és 1265 között tényleges szkardonai püspök. A spalatói káptalan 1249-ben megválasztotta ugyan spalatói érseknek, de IV. Ince pápa nem nevezte ki. Tisztségében csak 1266-ban erősítette meg IV. Kelemen pápa.